# Danzarín
«Danzarín» es un tango compuesto por el bandoneonista Julián Plaza que fue estrenado en 1956 por la orquesta de Alfredo De Angelis. Es una muestra del enfoque vanguardista de su autor, que lo desarrolló pensando en los bailarines, imaginando las distintas facetas de la danza y procurando insertar los elementos necesarios para el que está bailando y se convirtió en uno de los tangos favoritos para el baile escénico del tango.  

## El autor
Julián Plaza ( General Manuel Campos, provincia de La Pampa, Argentina, 9 de julio de 1928) – Buenos Aires, ídem, 19 de abril de 2003 ) fue un músico que se ha dedicado al género del tango como compositor, director de orquesta, pianista, bandoneonista y arreglista. Vivió como músico en constante búsqueda y luego de iniciarse profesionalmente en la famosa década de 1940, pasó a ser figura de punta en la generación del cincuenta y cinco, junto a Osvaldo Berlinghieri, Leopoldo Federico, Osvaldo Requena, Atilio Stampone  y otros más. Esa posición vanguardista nunca lo alejó de las genuinas raíces del tango y supo  conservar la auténtica carnadura popular y ciudadana del tango. Solvente ejecutante tanto del bandoneón como del piano, compositor de clásicos instrumentales como Danzarín, Melancólico, Nocturna o Locos de contento y eximio arreglista, tiene un lugar relevante en la historia del tango.

## Historia
A partir de la composición del tango A lo moderno, estrenado por Miguel Caló en 1954, Julián Plaza creó una serie de obras - Sensiblero, Danzarín, Melancólico, Nostálgico, Buenos Aires-Tokio y Disonante- con dibujos rítmicos hábilmente desarrollados con tendencia al empleo de los tonos mayores en las que se observa la influencia que de algún modo indirecto o patente ha tenido sobre buena parte de esa generación de orquestadores la absorbente personalidad de Astor Piazzolla. Dentro de ese conjunto de obras, Danzarín es la más difundida y ha sido ejecutada no solamente por conjuntos de música típica sino también en adaptaciones por orquestas sinfónicas y conjuntos de cámara. 
Plaza dijo que el motivo principal de la melodía le surgió una noche en la esquina de Corrientes y Esmeralda después de actuar en el local Empire con la orquesta de Osvaldo Ramos como todas las noches hasta las 3 de la madrugada; dice que anotó el tema, el motivo melódico, en el margen de un periódico y a lo largo de los días lo fue desarrollando pensando en un homenaje al bailarín e imaginando, en consecuencia, las distintas facetas de la danza y procurando insertar los elementos necesarios para el que está bailando. Plaza indica que por eso la pieza contiene una parte sentimental que se presta para el baile apasionado y otras con distinto tratamiento rítmico, ora juguetona, ora más tanguera.
La idea del título le vino por esos días a raíz de losversos "Danzarina en la tarde..." que había creado Juan Carlos La Madrid para su tango Fugitiva. Alfredo Gobbi escuchó la pieza todavía en etapa de elaboración e hizo alguna sugerencia útil para el compositor y Enrique Mario Francini la estrenó con su orquesta. Plaza estaba por entonces haciendo para Aníbal Troilo el arreglo de Aguantate Catalina y Pichuco lo convocó para hacer el de Danzarín con miras a incorporarlo a su repertorio. Plaza contó la emoción que, dada su admiración por el bandoneonista, le provocó el pedido y que al empezar a tocar le sugirió al autor dar vuelta el esquema que llevaba y modificarlo colocando la parte melódica al principio y a cargo de la cuerda. Troilo no solamente lo estrenó en Radio El Mundo y realizó la más célebre grabación de este tango sino que además incorporó la costumbre de comenzar con ese tema la mayoría de sus actuaciones, lo que fue un gran espaldarazo para su difusión.
Junto a Quejas de bandoneón y Verano porteño, Danzarín es uno de los tangos favoritos para el baile escénico a partir de que la pareja de Juan Carlos Copes y María Nieves lo incorporaron a sus coreografías.

## Grabaciones
Fue grabado por Aníbal Troilo el 15 de diciembre de 1958 para Odeon y el 25 de abril de 1963 para RCA Victor (en ambos casos, con arreglo de Plaza), por la orquesta Osvaldo Piro en 1996 para la discográfica EMI, por el Sexteto Mayor en 2012 para el sello Calle Angosta Discos, Mario Enrique Francini lo registró en dos ocasiones, el propio Julián Plaza lo grabó con su orquesta y también lo hicieron Florindo Sassone, Leopoldo Federico, Víctor Lavallén, entre otros.